# Federico Proia
Federico Proia (Roma, 4 febbraio 1996) è un calciatore italiano, centrocampista della Casertana.

## Caratteristiche tecniche
Centrocampista centrale, può essere schierato anche come mediano davanti alla difesa o da mezzala, inoltre si dimostra molto abile negli inserimenti senza palla dove possiede un buon senso del goal.

## Carriera
Cresciuto nel settore giovanile del Siena, nel 2014 è stato acquistato dal Torino con cui ha vinto il Campionato Primavera.
Il 17 luglio 2015 è stato ceduto in prestito alla Pistoiese, in Serie C, dove però ha trovato scarso impiego con sole 8 partite disputate, la maggior parte delle quali da subentrante. Al termine della stagione è stato acquistato a titolo definitivo, ma alcune settimane dopo è stato ceduto allo Spezia, che lo ha lasciato in prestito alla Pistoiese per un'ulteriore stagione.
Il 6 novembre 2016 ha trovato la prima rete in carriera segnando al 94' su calcio di rigore il gol del definitivo 1-1 contro l'Arezzo. Rientrato allo Spezia, il 12 luglio 2017 è stato ceduto in prestito al Bassano Virtus.
Il 13 luglio 2018 è stato acquistato a titolo definitivo dal Cittadella e il 26 agosto seguente ha esordito in Serie B subentrando nel secondo tempo a Simone Branca al 69º minuto, dell'incontro vinto per 3-0 in casa contro il Crotone. Il 1º settembre dello stesso anno, segna la sua prima rete in maglia granata, nella partita vinta per 1-0 in trasferta contro il Carpi siglando tra l'altro il goal decisivo.
Il 17 luglio 2021 viene ceduto a titolo definitivo al L.R. Vicenza, con cui firma un contratto triennale. Il 18 settembre successivo segna la prima rete con i veneti nella sconfitta interna col Pisa (1-3), e tre giorni dopo si ripete nella sconfitta per 3-2 in casa della SPAL. Dopo 19 presenze e 4 reti nella prima parte di stagione con i biancorossi, il 31 gennaio 2022 passa in prestito con diritto di riscatto al Brescia.
Il 20 febbraio trova la prima rete con le Rondinelle, nel pareggio casalingo col Frosinone per 2-2.
Il 23 gennaio 2023 passa all'Ascoli a titolo temporaneo fino al 30 giugno con opzione. In estate passa al Vicenza mentre nell’estate del 2024 si accasa alla Casertana, sempre in Serie C.

## Statistiche

### Presenze e reti nei club
Statistiche aggiornate al 28 aprile 2025.
| Stagione          | Squadra           | Campionato        | Campionato | Campionato | Coppe nazionali | Coppe nazionali | Coppe nazionali | Coppe continentali | Coppe continentali | Coppe continentali | Altre coppe | Altre coppe | Altre coppe | Totale | Totale | Totale |
| Stagione          | Squadra           | Comp              | Pres       | Reti       | Comp            | Pres            | Reti            | Comp               | Pres               | Reti               | Comp        | Pres        | Reti        | Pres   | Reti   |        |
| ----------------- | ----------------- | ----------------- | ---------- | ---------- | --------------- | --------------- | --------------- | ------------------ | ------------------ | ------------------ | ----------- | ----------- | ----------- | ------ | ------ | ------ |
| 2015-2016         | Pistoiese         | LP                | 8          | 0          | CI-LP           | 1               | 0               | -                  | -                  | -                  | -           | -           | -           | 9      | 0      |        |
| 2016-2017         | Pistoiese         | LP                | 20         | 1          | CI-LP           | 0               | 0               | -                  | -                  | -                  | -           | -           | -           | 20     | 1      |        |
| Totale Pistoiese  | Totale Pistoiese  | Totale Pistoiese  | 28         | 1          |                 | 1               | 0               |                    | -                  |                    | -           | -           |             | 29     | 1      |        |
| 2017-2018         | Bassano Virtus    | C                 | 26         | 6          | CI+CI-C         | 0+1             | 0               | -                  | -                  | -                  | -           | -           | -           | 27     | 6      |        |
| 2018-2019         | Cittadella        | B                 | 25+3       | 3          | CI              | 2               | 0               | -                  | -                  | -                  | -           | -           | -           | 30     | 3      |        |
| 2019-2020         | Cittadella        | B                 | 26+1       | 6          | CI              | 3               | 1               | -                  | -                  | -                  | -           | -           | -           | 30     | 7      |        |
| 2020-2021         | Cittadella        | B                 | 35+5       | 7+2        | CI              | 1               | 0               | -                  | -                  | -                  | -           | -           | -           | 41     | 9      |        |
| Totale Cittadella | Totale Cittadella | Totale Cittadella | 86+9       | 16+2       |                 | 6               | 1               |                    | -                  | -                  |             | -           | -           | 101    | 19     |        |
| 2021-gen. 2022    | L.R. Vicenza      | B                 | 19         | 4          | CI              | 1               | 0               | -                  | -                  | -                  | -           | -           | -           | 20     | 4      |        |
| gen.-giu. 2022    | Brescia           | B                 | 14+3       | 1          | CI              | -               | -               | -                  | -                  | -                  | -           | -           | -           | 17     | 1      |        |
| 2022-gen. 2023    | SPAL              | B                 | 12         | 0          | CI              | 0               | 0               | -                  | -                  | -                  | -           | -           | -           | 12     | 0      |        |
| gen.-giu. 2023    | Ascoli            | B                 | 10         | 0          | CI              | -               | -               | -                  | -                  | -                  | -           | -           | -           | 10     | 0      |        |
| 2023-2024         | L.R. Vicenza      | C                 | 28+3       | 1          | CI+CI-C         | 1+2             | 0+1             | -                  | -                  | -                  | -           | -           | -           | 34     | 2      |        |
| Totale Vicenza    | Totale Vicenza    | Totale Vicenza    | 50         | 5          |                 | 4               | 1               |                    | -                  |                    | -           | -           |             | 54     | 6      |        |
| 2024-2025         | Casertana         | C                 | 33         | 5          | CI-C            | 2               | 1               | -                  | -                  | -                  | -           | -           | -           | 35     | 6      |        |
| Totale carriera   | Totale carriera   | Totale carriera   | 256+15     | 36         |                 | 14              | 3               |                    | -                  | -                  |             | -           | -           | 285    | 39     |        |

## Palmarès

### Competizioni giovanili
- Campionato Primavera: 1

Torino: 2014-2015